# Barrage de Kozlu
Le barrage de Kozlu est un barrage en Turquie.

## Sources
- (tr) « Kozlu Barajı », sur Agence gouvernementale turque des travaux hydrauliques (DSİ)